# Yamada Shinzō
Yamada Shinzō (jap. 山田 伸三; * 17. Januar 1914 in Ōwani, Präfektur Aomori; † 20. März 2000) war ein japanischer Skilangläufer und Nordischer Kombinierer. Er nahm an den Olympischen Winterspielen 1936 teil und gewann auf nationaler Ebene mehrere Meistertitel.

## Werdegang
Bei den zwölften japanischen nordischen Skimeisterschaften im Frühjahr 1934 gewann Yamada in seiner Heimatstadt Ōwani den Meistertitel in der Nordischen Kombination. Bei den darauffolgenden Meisterschaften gelang ihm zwar nicht die Titelverteidigung in der Kombination, doch konnte er im 17-km-Skilanglauf einen weiteren Meistertitel gewinnen. Bei den Olympischen Winterspielen 1936 in Garmisch-Partenkirchen war Yamada Teil der japanischen Delegation und kam sowohl in der Nordischen Kombination als auch im Skilanglauf zum Einsatz. In der Kombination belegte er nach einem durchschnittlichen Langlauf und schwachen Sprüngen den 43. Platz. Im Skilanglauf-Wettbewerb über 18 Kilometer kam Yamada mit fast siebzehn Minuten Rückstand auf Rang 49 ins Ziel, ehe er gemeinsam mit Yamada Ginzō, Sekido Tsutomu und Tadano Hiroshi den zwölften Platz mit der Staffel erreichte.
Nach seiner aktiven Karriere war Yamada mehrere Jahrzehnte als Funktionär im Skiverband der Präfektur Aomori tätig und war ab 1985 dessen Vorsitzender. Er starb im März 2000.

## Privates
Yamadas jüngerer Bruder Yamada Ginzō (1915–1978) nahm ebenfalls als Skilangläufer an den Olympischen Winterspielen 1936 teil.

## Platzierungen bei Olympischen Winterspielen
| Jahr und Ort                | Wettbewerb | Wettbewerb | Wettbewerb |
| Jahr und Ort                | Einzel NK  | 18 km SL   | Staffel SL |
| --------------------------- | ---------- | ---------- | ---------- |
| 1936 Garmisch-Partenkirchen | 43.        | 49.        | 12.        |